# ГЕС Нам-Хан 2
ГЕС Нам-Хан 2 – гідроелектростанція у північно-західній частині Лаосу. Знаходячись перед ГЕС Нам-Хан 3, входить до складу каскаду на річці Нам-Хан, лівій притоці найбільшої річки Південно-Східної Азії Меконгу (впадає до Південно-Китайського моря на узбережжі В’єтнаму).
В межах проекту річку перекрили греблею із ущільненого котком бетону висотою 160 метрів, довжиною 405 метрів та товщиною по гребеню 15 метрів. Вона утворила витягнуте по долині Нам-Хан на 60 км водосховище з площею поверхні 37,9 км2 та об’ємом 1366 млн м3 (в т.ч. 288 млн м3 зарезервовано для протиповеневих заходів, а доступний для використання електростанцією корисний об’єм складає 635 млн м3). Коливання рівня поверхні в операційному режимі при цьому знаходиться в діапазоні між позначками 455 та 480 метрів НРМ (у випадку повені рівень може зростати до 487 метрів НРМ). 
Пригреблевий машинний зал обладнали двома турбінами типу Френсіс потужністю по 64,4 МВт, які при напорі у 137,5 метра забезпечують виробництво 568 млн кВт-год електроенергії на рік. 
Видача продукції відбувається по ЛЕП, розрахованій на роботу під напругою 115 кВ.